# Parakiefferiella bilobata
Parakiefferiella bilobata är en tvåvingeart som beskrevs av Tuiskunen 1986. Parakiefferiella bilobata ingår i släktet Parakiefferiella och familjen fjädermyggor.
Artens utbredningsområde är Finland. Enligt den finländska rödlistan är arten nära hotad i Finland. Arten har ej påträffats i Sverige. Artens livsmiljö är sjöar. Inga underarter finns listade i Catalogue of Life.